# 指甲剪

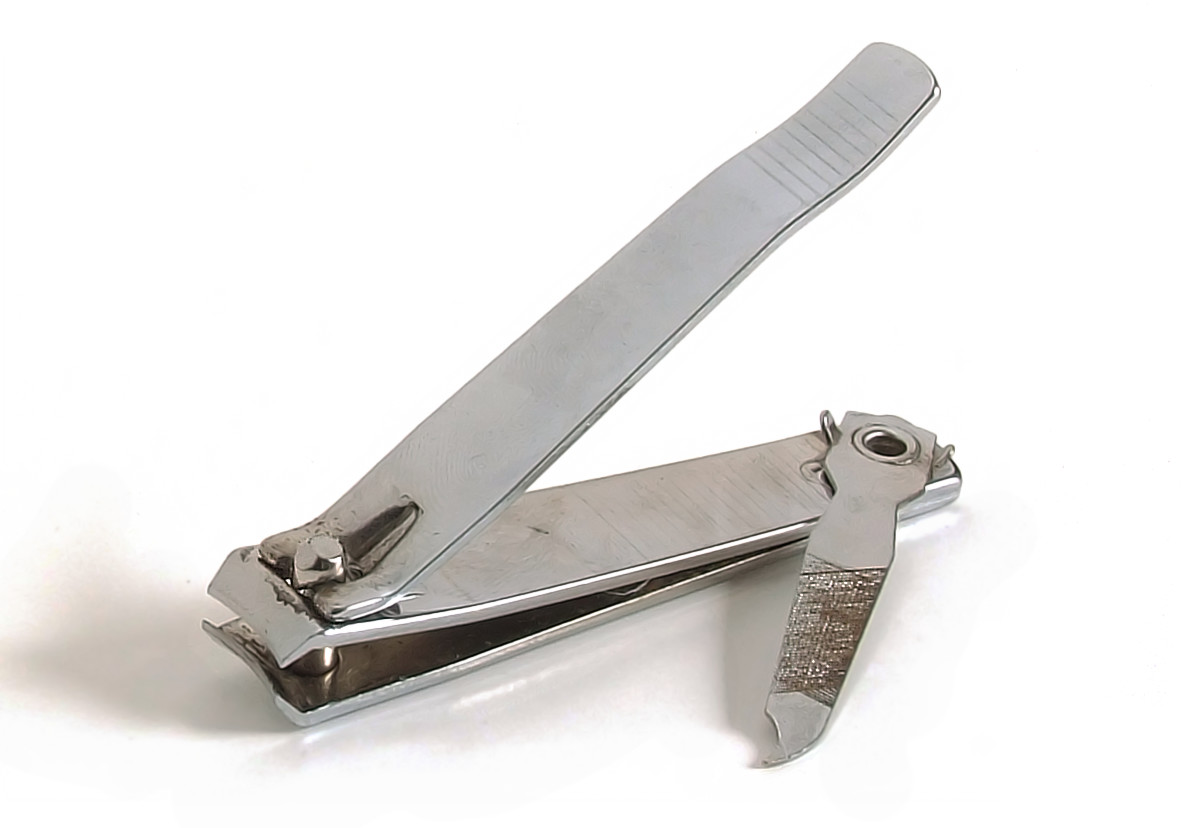
指甲刀。

指甲剪（英語：nail clipper），又称指甲刀或指甲钳，是一種能將包括人類在內的動物的指甲及腳甲進行修剪或美容的刀具。

## 概要
指甲剪是由美国人瓦倫泰爾 福格第于1875年发明的。
指甲剪通常是以金屬製成，同時利用槓桿原理操作，前端的刀刃是半月狀的，使用者只需施力按壓鉗的末端，便可透過鋒利的前端剪斷指甲。
有一些指甲剪附設指甲銼，能磨平被切斷的指甲，使其斷面更光滑。
除了人類以外，貓、狗等寵物也有專用的指甲剪，而牛、馬等動物使用的是削蹄具。
指甲鉗通常由不鏽鋼製成，但也可以由塑膠和鋁製成。兩種常見的品種是鉗子型和復合槓桿型。許多指甲鉗通常帶有一個固定在其上的微型銼刀，以允許修剪指甲的粗糙邊緣。指甲鉗偶爾會附帶一個指甲捕捉器。多用途指甲鉗由匈牙利發明家David Gestetner發明。指甲鉗由凹形或凸面的頭部組成。具有凸起剪裁末端的專用指甲鉗用於修剪腳趾甲，而凹形剪刀末端用於指甲。切割頭可以制造成平行或垂直於刀具的主軸。與主軸平行的切割頭用於解決切割腳趾甲所涉及的可達性問題。